# Johann Froben
Johann Froben in latino: Johannes Frobenius (Hammelburg, 1460 circa – Basilea, 27 ottobre 1527) è stato un editore e tipografo svizzero.

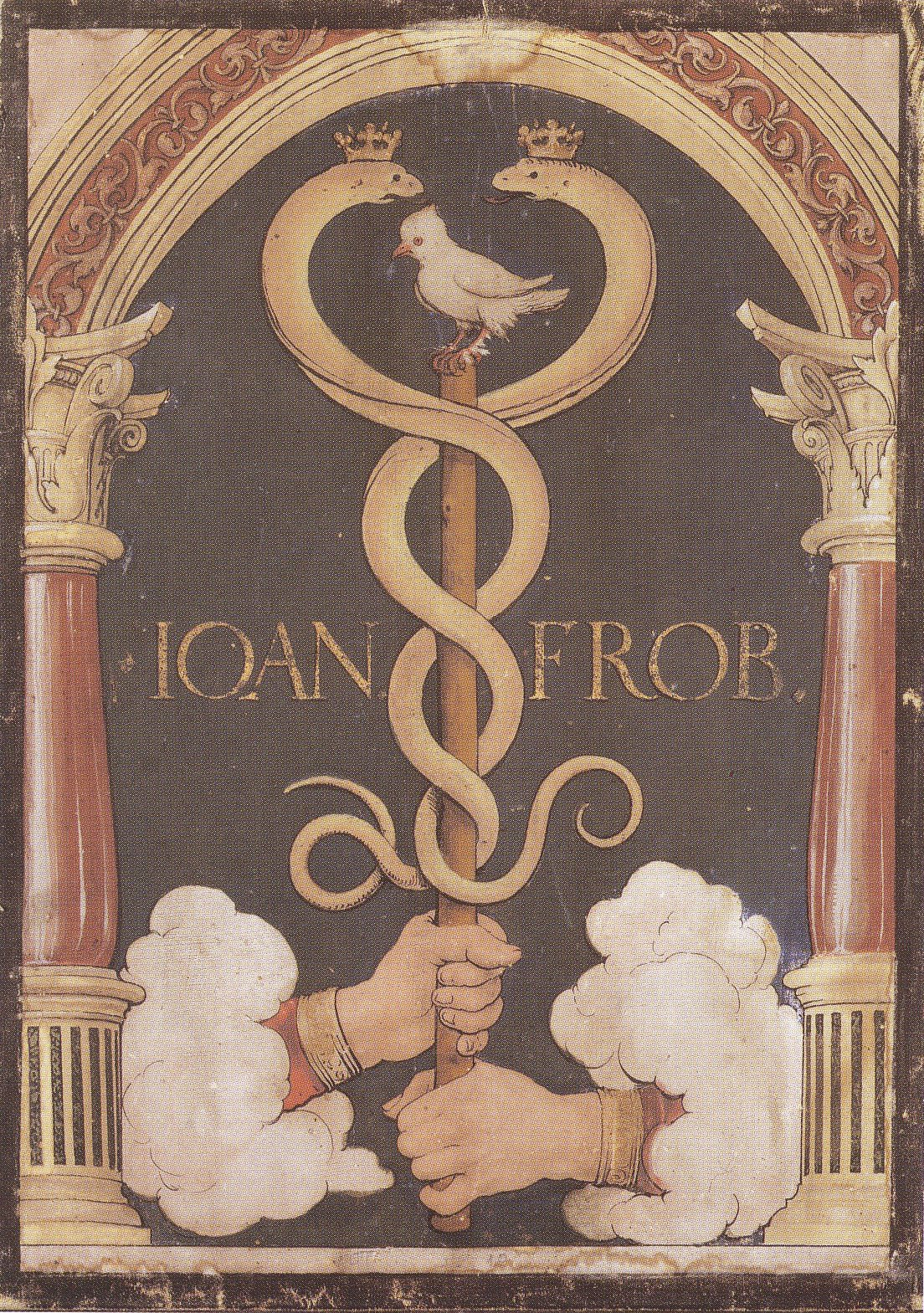
Marca tipografica di Johann Froben, realizzata da Hans Holbein il Giovane, c. 1523

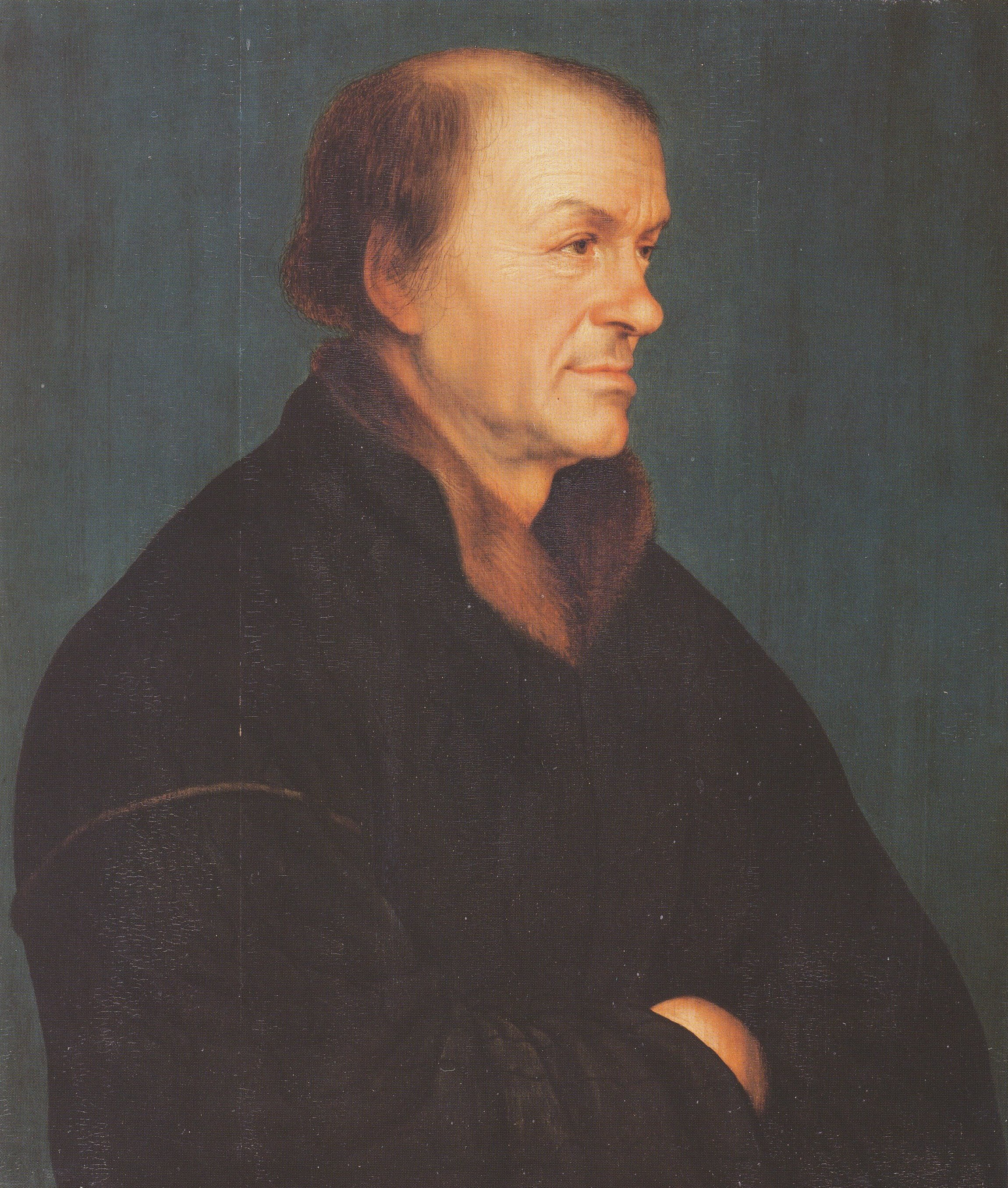
Ritratto di Johann Froben dipinto da Hans Holbein il Giovane, 1520–26.

Dopo aver completato la carriera universitaria a Basilea, dove conobbe il famoso tipografo Johann Amerbach, Froben impiantò un'officina tipografica nella città verso il 1491.
Nel 1500 sposò la figlia del libraio Wolfgang Lachner, con il quale divenne socio.
Dal 1514 stampò le opere di Erasmo da Rotterdam, che viveva nella sua casa a Basilea. Erasmo curò le edizioni stampate da Froben delle opere di Girolamo, Cipriano, Tertulliano e Ilario di Poitiers.
Nel 1516 Froben stampò la prima edizione del Nuovo Testamento greco di Erasmo, uscita poco prima della versione greca del Nuovo Testamento preparata in Spagna come parte del progetto della Bibbia Poliglotta Complutense, voluta e finanziata dall'arcivescovo di Toledo Francisco Jiménez de Cisneros. Anche se la versione di Erasmo, preparata frettolosamente, abbondava di errori tipografici, divenne ben presto un successo commerciale e fu ripubblicata corretta nel 1519.
Oltre che a Hans Holbein il Giovane, Froben affidò le illustrazioni delle sue edizioni a Jakob Faber ("Maestro IF") e Hans Lützelburger.
Nonostante avesse intenzione di stampare le edizioni dei filosofi greci, Froben non visse abbastanza per portare a termine il progetto, che fu realizzato dal figlio Hieronymus Froben.

Marche tipografiche di Johann Froben
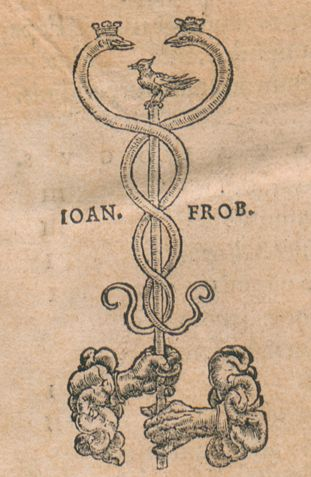
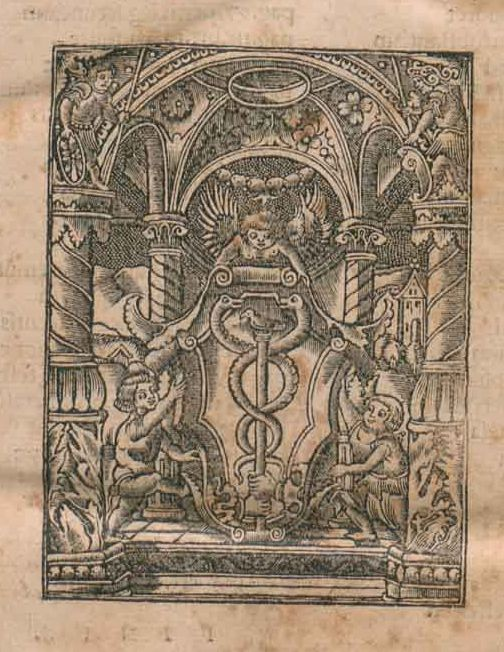